# Weird Tales
Weird Tales és el nom d'una revista estatunidenca, relacionada amb les revistes anomenades pulp. El seu primer número data de març de 1923. Va ser llançada a Chicago per JC Henneberger, un ex periodista gran degustador del gènere macabre. Edwin Baird va ser el primer editor de la revista.